# Malin Källström
Anna Malin Elisabet Källström, tidigare Hultén, född 14 maj 1969 i Lund, är en svensk seglare. Hon tävlade för Göteborgs Kungliga Segelsällskap.
Källström började segla i Strömstads segelsällskap och gjorde sitt första VM 1984 i E-jolle.
Källström tävlade för Sverige vid olympiska sommarspelen 2012 i London, där hon slutade på 12:e plats i match racing (tillsammans med Anna Kjellberg och Lotta Harrysson).
Hon har blivit utsedd till Årets kvinnliga seglare tre gånger: 1993, 2009 och 2011. Källström har även blivit utsedd till Årets Seglare 1993.